# Lavender Mist Number 1
Lavender Mist Number 1 è un dipinto (221x175 cm) realizzato nel 1950 dal pittore Jackson Pollock.
È conservato nel National Gallery di Washington.
inizialmente si chiamava Number 1. Clement Greenberg suggerì di intitolarlo Lavender Mist per la prevalenza delle sfumature lavanda.
Il dipinto contiene l'impronta della mano di Pollock.